# Michal Uherský
Michal (po 960–995 nebo 997; maďarsky Mihály) byl členem dynastie Arpádovců. Byl synem Takšoně a mladší bratr Gejzy. Informace o jeho životě jsou zahaleny tajemstvím. Jeho potomci vládli Uherskému království od roku 1046.
Podle maďarského historika György Györffy získal Michal od svého bratra jakési knížectví. Slovenští historici se domnívají, že mezi lety 971 až 997 panoval v Nitranském knížectví. Ani jednu teorii však historici všeobecně nepřijali.

## Život

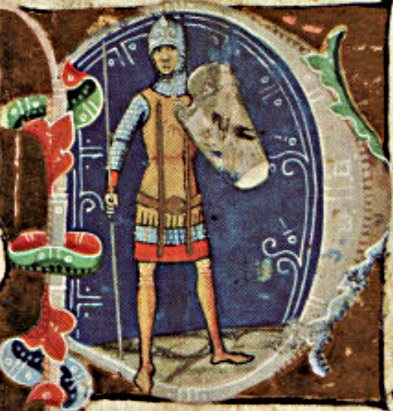
Takšoň, otec Michala a Gejzy

Podle kroniky Gesta Hungarorum byla Michalova a Gejzova matka ze země Kumánů. Území, kde žili Kumáni, bylo v době narození Michala obýváno kmenem Pečeněhů. Historik György Györffy se tedy domnívá, že Michalova matka byla dcerou kmenového vůdce Pečeněhů. Jiní historici, například Zoltán Kordé a Gyula Kristó se domnívají, že Michalova matka pocházela buď z Chazarské říše, anebo z Volžského Bulharska.
Michal byl Takšoňův mladší syn. Podle historika Györgye Györffye byl Michal v roce 972, kdy byl pokřtěn, stále ještě nezletilý. Byl pravděpodobně pokřtěn společně se svým starším bratrem Gejzou, který se v té době stal uherským velkoknížetem. Při křtu přijal jméno Michal, podle archanděla Michaele. Podle Györffye bylo Michalovo pohanské jméno Béla, jelikož toto jméno používali Michalovi potomci velmi často. Zároveň si myslí, že stejně jako jiná arpádovská jména, je i toto odvozeno od turkického titulu. V případě Bély by se mělo jednat o titul bojla

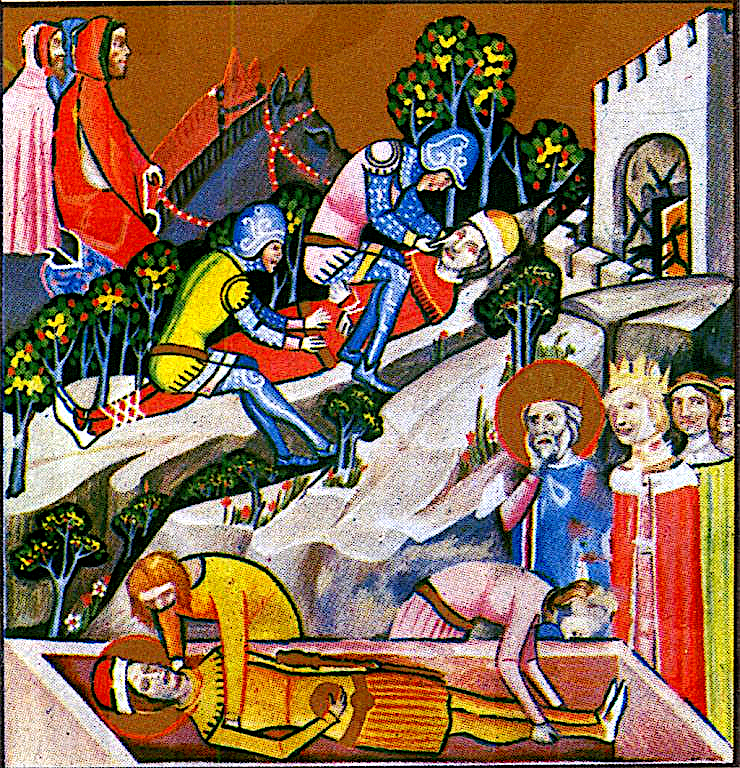
Oslepení Vazula, Michalova syna

Historik György Györffy míní, že Michal musel blízce spolupracovat s jeho bratrem Gejzou, protože nejsou důkazy o tom, že by byl vztah mezi Gejzou a Michalem napjatý. Pravděpodobně také získal od bratra jakési knížectví, ačkoli o tom nejsou přímé doklady. Podle historika Jána Steinhübela získal okolo roku 971 od Gejzy Nitranské knížectví. Historik Ján Lukačka ještě dodal, že právě Michal zlomil odpor kmenů v Nitranském knížectví.

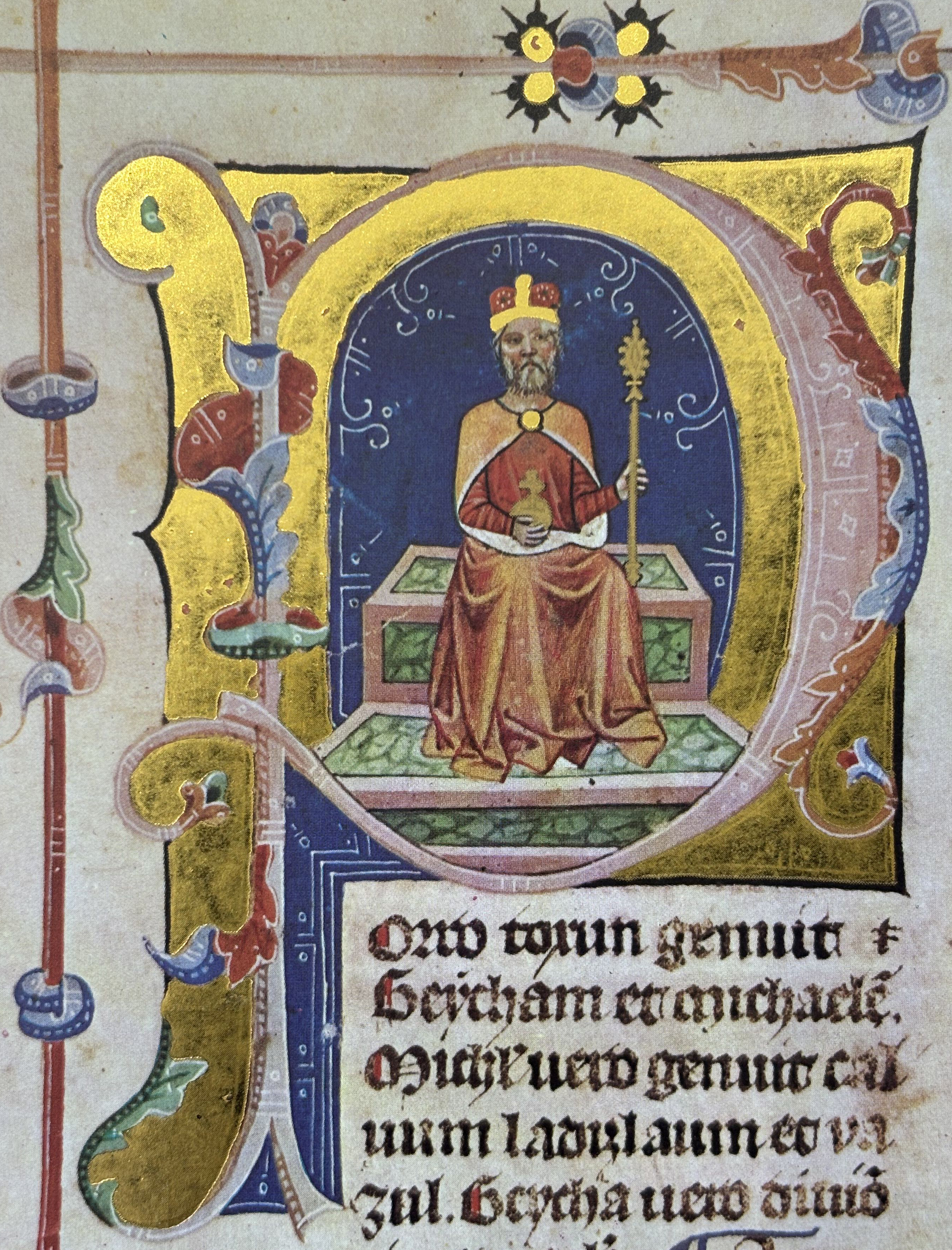
Gejza v Vídeňské obrázkové kronice

Nad Michalovým koncem vlády nad Nitranským knížectvím se vedou spory. Historik György Györffy navrhuje dvě možnosti. První, že Michal zemřel přirozenou smrtí před rokem 997, kdy zemřel jeho bratr Gejza nebo se na konci svého života vzdal svého území ve prospěch synovce Štěpána. Podle Jána Steinhübela byl v roce 995 Michal zavražděn. Na vraždě měl podíl i jeho bratr Gejza. S tímto názorem se shodl i Ján Lukačka a Vladimír Segeš, podle něhož byl však zavražděn mezi lety 976 a 978 a na trůn Nitranského knížectví poté nastoupil jeho syn Ladislav Lysý.

## Rodina
Ze všech Michalových dětí, jsou známa jen dvě z nich, Vazul a Ladislav Lysý. Co se týče jeho ženy, podle historika Györgye Györffye je možné, že Michalova žena byla příbuzná s Samuelem I., bulharským carem, jelikož jména obou jejich synů byla často používaná mezi členy Komitopulů. Michal se podle Györgye Györffye oženil okolo roku 980.